# Mikania
Mikania är ett släkte av korgblommiga växter. Mikania ingår i familjen korgblommiga växter.

## Bildgalleri

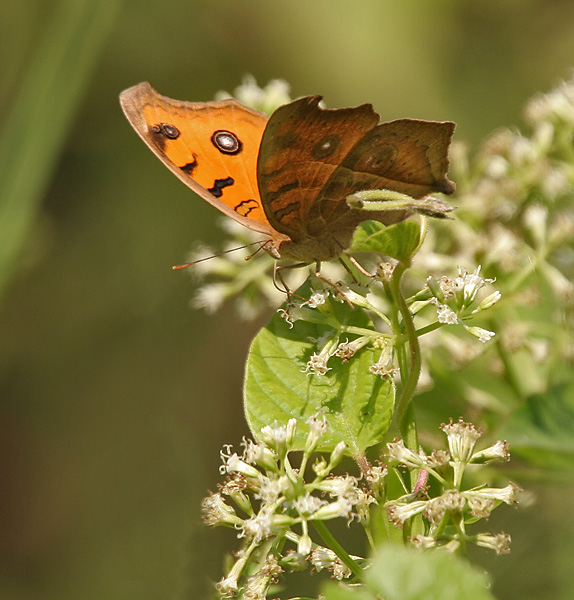
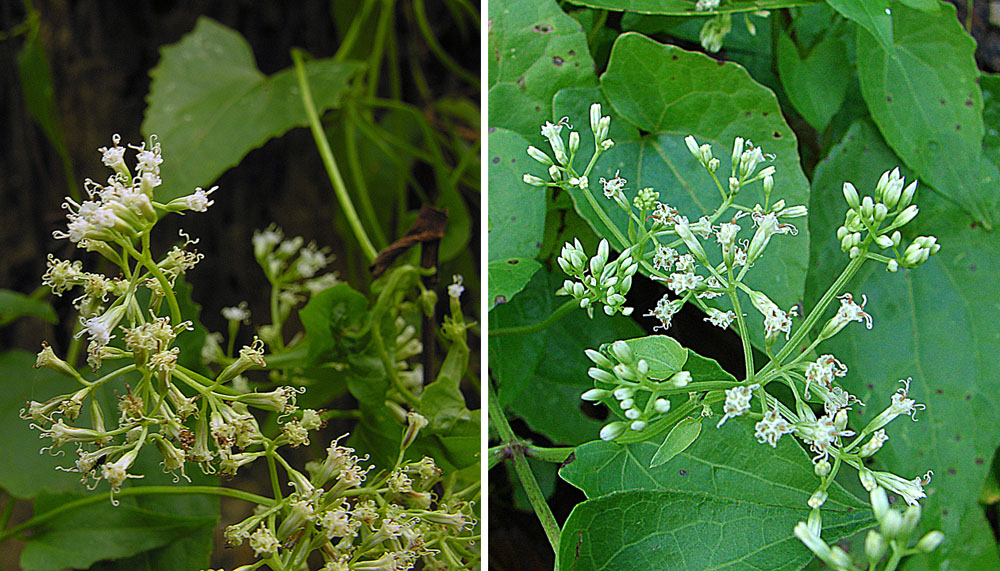
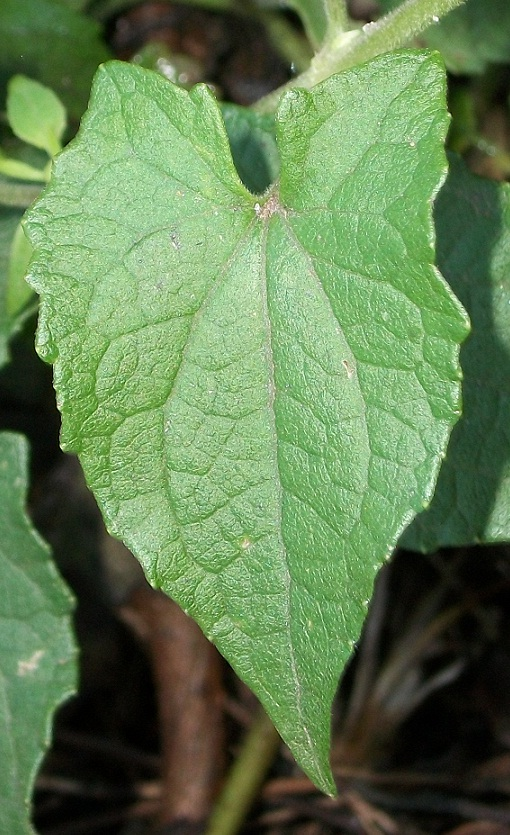
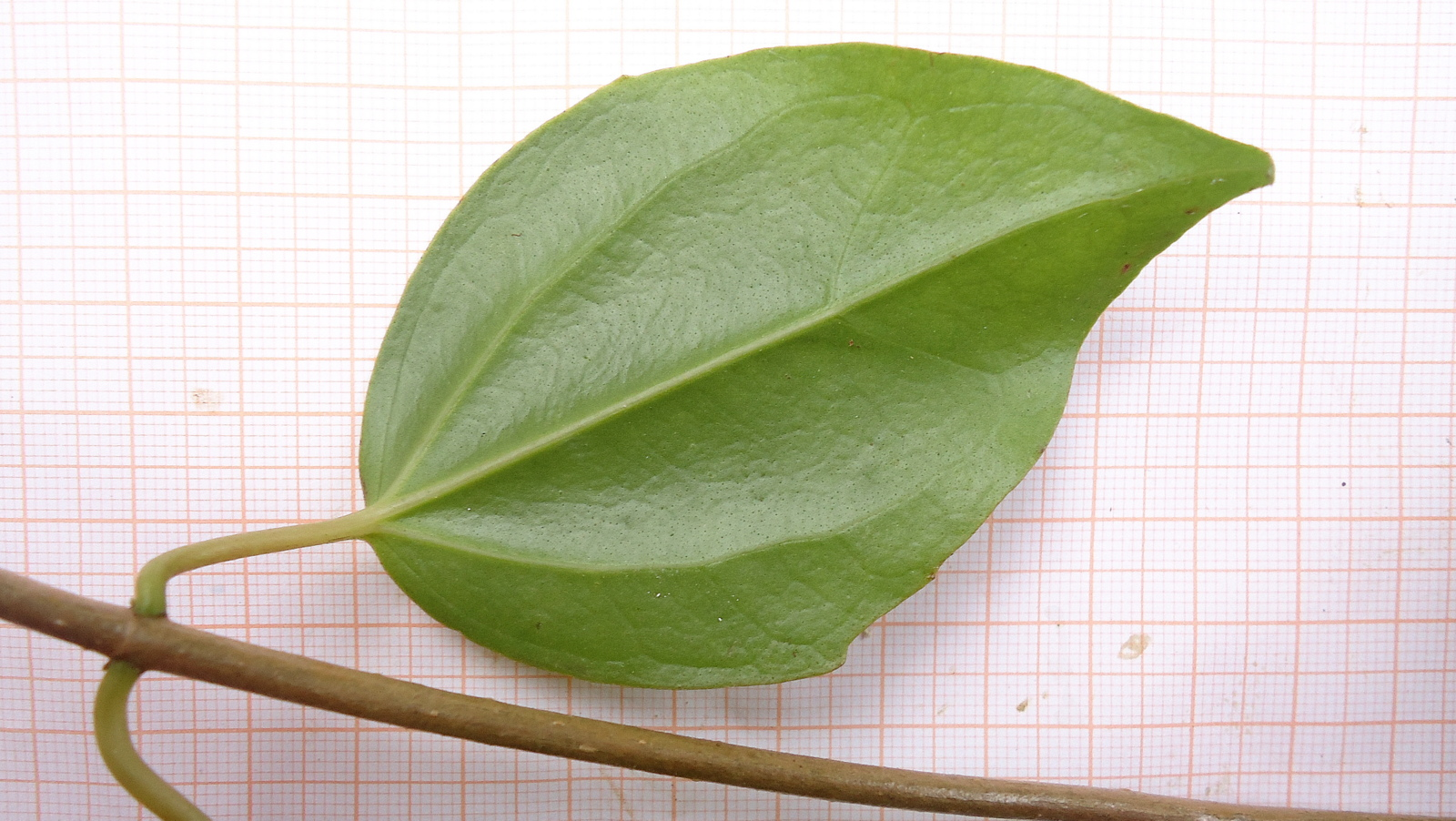
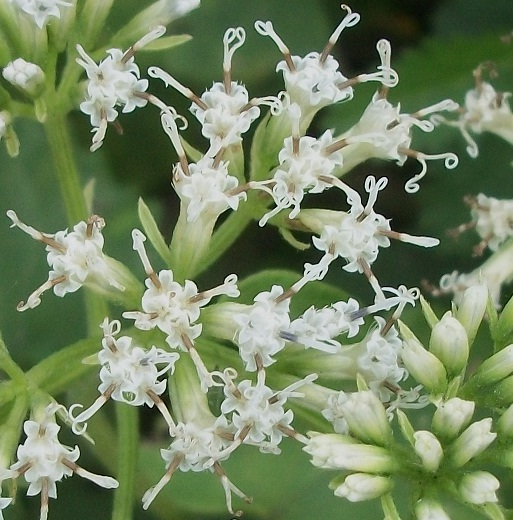
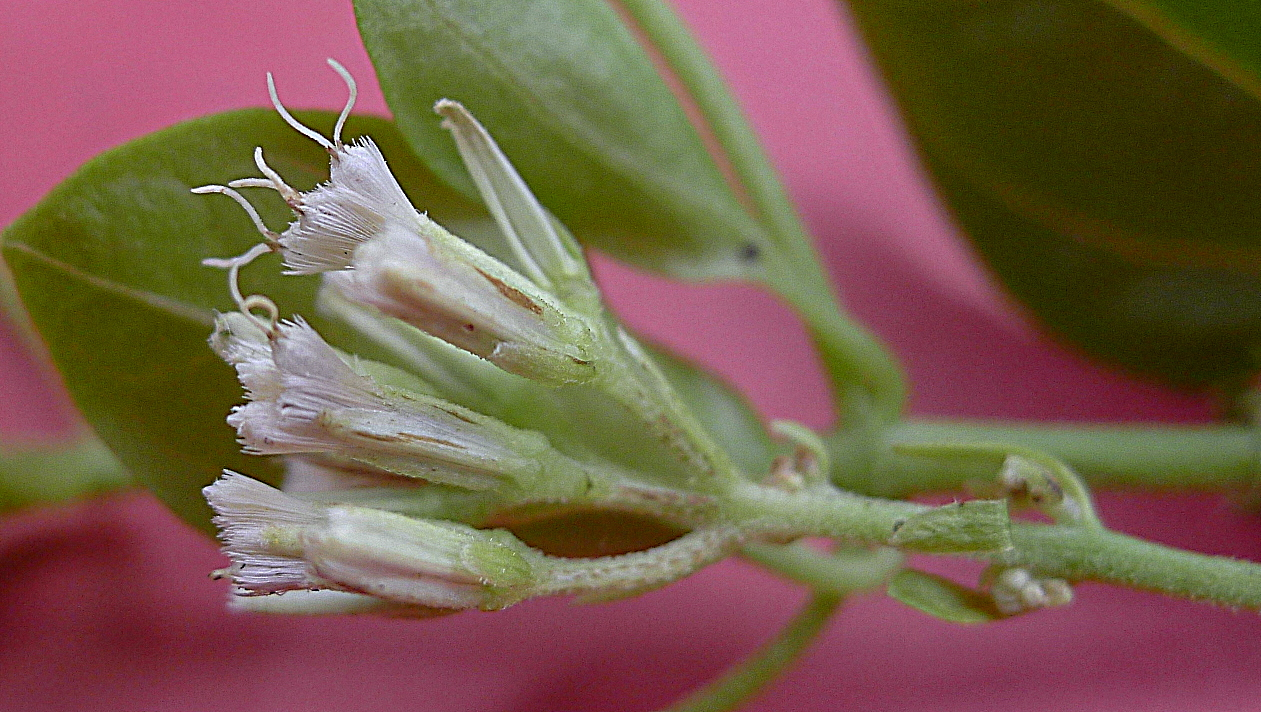

## Dottertaxa tillMikania, i alfabetisk ordning[1]
- Mikania acuminata
- Mikania acutissima
- Mikania additicia
- Mikania alba
- Mikania alexandreae
- Mikania allartii
- Mikania alvimii
- Mikania ambigens
- Mikania amblyolepis
- Mikania amorimii
- Mikania andrei
- Mikania anethifolia
- Mikania angularis
- Mikania anisodora
- Mikania aquaria
- Mikania araguensis
- Mikania archeri
- Mikania areolata
- Mikania argyreiae
- Mikania argyropappa
- Mikania aristei
- Mikania aromatica
- Mikania arrojadoi
- Mikania arthroclada
- Mikania aschersonii
- Mikania baccharoidea
- Mikania bakeri
- Mikania banisteriae
- Mikania barahonensis
- Mikania barrosoana
- Mikania batataefolia
- Mikania batatifolia
- Mikania belemii
- Mikania biformis
- Mikania bishopii
- Mikania bogotensis
- Mikania boomii
- Mikania brachycarpa
- Mikania brachyphylla
- Mikania bradei
- Mikania brevifaucia
- Mikania broadwayi
- Mikania brunnescens
- Mikania buchii
- Mikania buchtienii
- Mikania buddleiaefolia
- Mikania bulbisetifera
- Mikania bullata
- Mikania burchellii
- Mikania cabrerae
- Mikania cacerensis
- Mikania calcarulata
- Mikania caldasana
- Mikania callineura
- Mikania campanulata
- Mikania campii
- Mikania camporum
- Mikania campos-portoana
- Mikania candolleana
- Mikania capensis
- Mikania capixaba
- Mikania capricorni
- Mikania cardiophylla
- Mikania carnosa
- Mikania carteri
- Mikania casarettoi
- Mikania castroi
- Mikania cercifolia
- Mikania chaetoloba
- Mikania chenopodifolia
- Mikania chevalieri
- Mikania chimborazensis
- Mikania chlorolepis
- Mikania chocensis
- Mikania cipoensis
- Mikania citriodora
- Mikania clematidiflora
- Mikania clematidifolia
- Mikania coarctata
- Mikania cochabambana
- Mikania comarapensis
- Mikania concinna
- Mikania conferta
- Mikania confertissima
- Mikania congesta
- Mikania conglomerata
- Mikania cordata
- Mikania cordifolia
- Mikania cordigera
- Mikania corei
- Mikania corymbiifolia
- Mikania corymbulosa
- Mikania crassifolia
- Mikania crispiflora
- Mikania cristata
- Mikania cuatrecasasii
- Mikania cuencana
- Mikania cutervensis
- Mikania cyanosma
- Mikania cynanchifolia
- Mikania daspitii
- Mikania daspitti
- Mikania decora
- Mikania decumbens
- Mikania dentata
- Mikania desmocephala
- Mikania dictyophylla
- Mikania dictyota
- Mikania dioscoreoides
- Mikania discifera
- Mikania dissecta
- Mikania diversifolia
- Mikania dodsonii
- Mikania duckei
- Mikania dudleyi
- Mikania duidensis
- Mikania dusenii
- Mikania ecuadorensis
- Mikania elliptica
- Mikania erioclada
- Mikania eriophora
- Mikania eriostrepta
- Mikania eucosma
- Mikania euryanthela
- Mikania farsiliflora
- Mikania fastuosa
- Mikania featherstonei
- Mikania fendleri
- Mikania fiebrigii
- Mikania filgueirasii
- Mikania filicifolia
- Mikania flabellata
- Mikania flaccida
- Mikania florida
- Mikania fosbergii
- Mikania fragilis
- Mikania fragrans
- Mikania fulva
- Mikania glabra
- Mikania glandulifera
- Mikania glandulosissima
- Mikania glauca
- Mikania glaziovii
- Mikania gleasonii
- Mikania globifera
- Mikania gonzalezii
- Mikania goyazensis
- Mikania gracilipes
- Mikania grazielae
- Mikania guaco
- Mikania guaranitica
- Mikania guilleminii
- Mikania gunnarii
- Mikania haenkeana
- Mikania hagei
- Mikania harlingii
- Mikania hartbergii
- Mikania hassleriana
- Mikania hastata
- Mikania hastato-cordata
- Mikania hastifolia
- Mikania hatschbachii
- Mikania hemisphaerica
- Mikania hensoldiana
- Mikania hesperia
- Mikania hexagonocaulis
- Mikania hioramii
- Mikania hirsutissima
- Mikania hitchcockii
- Mikania hoehnei
- Mikania hoffmanniana
- Mikania holwayana
- Mikania hotteana
- Mikania houstoniana
- Mikania houstonioides
- Mikania huanucoensis
- Mikania iltisii
- Mikania incasina
- Mikania infesta
- Mikania inornata
- Mikania involucrata
- Mikania iquitosensis
- Mikania iserniana
- Mikania itambana
- Mikania jamaicensis
- Mikania jamesonii
- Mikania javitensis
- Mikania jeffreyi
- Mikania jelskii
- Mikania joergensenii
- Mikania johnstonii
- Mikania jujuyensis
- Mikania juninensis
- Mikania killipii
- Mikania kleiniana
- Mikania klugii
- Mikania kubitzkii
- Mikania laevigata
- Mikania lagoensis
- Mikania lanata
- Mikania lancifolia
- Mikania lasiandrae
- Mikania lasiopoda
- Mikania latifolia
- Mikania laurifolia
- Mikania lawrancei
- Mikania lehmannii
- Mikania leiolaena
- Mikania leiostachya
- Mikania lepidophora
- Mikania leptotricha
- Mikania leucophylla
- Mikania ligustrifolia
- Mikania lindbergii
- Mikania lindleyana
- Mikania linearifolia
- Mikania lloensis
- Mikania longiacuminata
- Mikania longicarpa
- Mikania longiflora
- Mikania longipes
- Mikania lucida
- Mikania luetzelburgii
- Mikania lundiana
- Mikania lutescens
- Mikania macdanielii
- Mikania macedoi
- Mikania malacolepis
- Mikania marahuacensis
- Mikania marinii
- Mikania matezkii
- Mikania mattos-silvae
- Mikania mazanensis
- Mikania mazaruniensis
- Mikania megalophylla
- Mikania mendocina
- Mikania micayensis
- Mikania michelangeliana
- Mikania micrantha
- Mikania microcephala
- Mikania microdonta
- Mikania microlepis
- Mikania microphylla
- Mikania microptera
- Mikania millei
- Mikania minima
- Mikania monagasensis
- Mikania montana
- Mikania monticola
- Mikania montverdensis
- Mikania morii
- Mikania mosenii
- Mikania multinervia
- Mikania myriocephala
- Mikania nana
- Mikania natalensis
- Mikania neblinensis
- Mikania neei
- Mikania nelsonii
- Mikania neurocaula
- Mikania nigricans
- Mikania nigropunctulata
- Mikania nodulosa
- Mikania nummularia
- Mikania oblongifolia
- Mikania obovata
- Mikania obsoleta
- Mikania obtusata
- Mikania ochroleuca
- Mikania officinalis
- Mikania oliveirae
- Mikania ollgaardii
- Mikania oopetala
- Mikania oreimeles
- Mikania oreophila
- Mikania oreopola
- Mikania orleansensis
- Mikania ovalis
- Mikania oxylepis
- Mikania pacei
- Mikania pachychaeta
- Mikania pachydictya
- Mikania pachyphylla
- Mikania palmata
- Mikania palustris
- Mikania paniculata
- Mikania pannosa
- Mikania papillosa
- Mikania paranahybensis
- Mikania paranensis
- Mikania parvicapitulata
- Mikania parvifolia
- Mikania paucifolia
- Mikania pendula
- Mikania pennellii
- Mikania periplocifolia
- Mikania pernambucensis
- Mikania perstipulata
- Mikania petrina
- Mikania phaeoclados
- Mikania pichinchensis
- Mikania pilcomayensis
- Mikania pinnatiloba
- Mikania pittieri
- Mikania platyloba
- Mikania pohliana
- Mikania pohlii
- Mikania polycephala
- Mikania polychaeta
- Mikania popayanensis
- Mikania populifolia
- Mikania porosa
- Mikania premnifolia
- Mikania producta
- Mikania pruskii
- Mikania pseudogracilis
- Mikania pseudohoffmanniana
- Mikania pseudomicrocephala
- Mikania pseudorimachii
- Mikania psilostachya
- Mikania psylobothrya
- Mikania pterocaula
- Mikania pteropoda
- Mikania punctata
- Mikania purpurascens
- Mikania pycnadenia
- Mikania pyramidata
- Mikania ramosissima
- Mikania ranunculifolia
- Mikania reticulata
- Mikania reticulosa
- Mikania retifolia
- Mikania reynoldsii
- Mikania rhomboidea
- Mikania rimachii
- Mikania rimachioides
- Mikania rimbacioides
- Mikania riparia
- Mikania rondonensis
- Mikania rothii
- Mikania rotunda
- Mikania rubella
- Mikania rufa
- Mikania rufescens
- Mikania rugosa
- Mikania rusbyi
- Mikania sagittifera
- Mikania salicifolia
- Mikania saltensis
- Mikania salviaefolia
- Mikania salviifolia
- Mikania salzmanniifolia
- Mikania santosii
- Mikania sarcodes
- Mikania scabrida
- Mikania scandens
- Mikania schenckii
- Mikania schultzii
- Mikania seemannii
- Mikania selloi
- Mikania sericea
- Mikania sessilifolia
- Mikania setigera
- Mikania shushunensis
- Mikania siambonensis
- Mikania simpsonii
- Mikania smaragdina
- Mikania smilacina
- Mikania smithii
- Mikania solidinervia
- Mikania sparrei
- Mikania speciosa
- Mikania sprucei
- Mikania steinbachii
- Mikania stenomeres
- Mikania stenophylla
- Mikania stereodes
- Mikania stevensiana
- Mikania steyermarkii
- Mikania stipulacea
- Mikania stipulifera
- Mikania stuebelii
- Mikania stygia
- Mikania stylosa
- Mikania subverticillata
- Mikania sulcata
- Mikania summinima
- Mikania sushuensis
- Mikania swartziana
- Mikania sylvatica
- Mikania szyszylowiczii
- Mikania tafallana
- Mikania tambillensis
- Mikania tehuacanensis
- Mikania teixeirae
- Mikania tenella
- Mikania tepuiensis
- Mikania ternata
- Mikania ternifolia
- Mikania testudinaria
- Mikania thapsoides
- Mikania thyrsoidea
- Mikania tonduzii
- Mikania trachodes
- Mikania triangularis
- Mikania trichodes
- Mikania trichophila
- Mikania trifolia
- Mikania trimeria
- Mikania trinervis
- Mikania trinitaria
- Mikania tripartita
- Mikania triphylla
- Mikania tristachya
- Mikania troyana
- Mikania turbaricola
- Mikania tysonii
- Mikania ulei
- Mikania urcuensis
- Mikania urticaefolia
- Mikania urticifolia
- Mikania variifolia
- Mikania warmingii
- Mikania vaupesensis
- Mikania vauthieriana
- Mikania weberbaueri
- Mikania websteri
- Mikania venosa
- Mikania verapazensis
- Mikania werdermannii
- Mikania williamsii
- Mikania viminea
- Mikania violaefolia
- Mikania violascens
- Mikania virgata
- Mikania vismiaefolia
- Mikania vismiifolia
- Mikania vitifolia
- Mikania woytkowskii
- Mikania wurdackii
- Mikania yanacochensis
- Mikania ypacarayensis
- Mikania zamorae